# Міоареле (комуна)
Міоареле (рум. Mioarele) — комуна у повіті Арджеш в Румунії. До складу комуни входять такі села (дані про населення за 2002 рік):
- Алуніш (7 осіб)
- Коченешть (228 осіб)
- Кілій (116 осіб)
- Мецеу (992 особи) — адміністративний центр комуни
- Сусленешть (469 осіб)

Комуна розташована на відстані 119 км на північний захід від Бухареста, 44 км на північ від Пітешть, 142 км на північний схід від Крайови, 62 км на південний захід від Брашова.

## Населення
За даними перепису населення 2002 року у комуні проживали 1812 осіб, усі — румуни. Усі жителі комуни рідною мовою назвали румунську. За віросповіданням усі жителі комуни — православні.